# Пхеньянский трамвай

Схема Пхеньянского трамвая и метро

Пхеньянский трамвай (кор. 평양 궤도전차) — трамвайная система в столице КНДР, Пхеньяне.

## История
С 20 февраля 1923 г. в Пхеньяне действовала трамвайная сеть из двух линий колеи 1067 мм, открытая в период Японской оккупации Кореи. Эта первая сеть Пхеньянского трамвая была разрушена после бомбардировок Пхеньяна войсками США в ходе Корейской войны в июле 1951 г. и в последующем не восстанавливалась. Неиспользуемые фрагменты трамвайных рельсов на некоторых улицах города сохранялись вплоть до начала 1970-х гг.
Вторая (ныне действующая) трамвайная система начала проектироваться в середине 1980-х гг. из-за существенно усугубившейся транспортной ситуации, основными причинами которой были: 
- троллейбусы местного производства не справлялись с объёмами перевозок из-за небольшой вместимости и устаревшей конструкции,
- автобусы использовались минимально и только в часы-пик из-за дефицита дизельного топлива в КНДР,
- обе линии метрополитена не связывали с центром левобережную часть города, а строительство линии №3 на левый берег хоть и было начато, но вскоре законсервировано в пользу более дешёвого варианта трамвая.

Определённую роль в возникновении трамвайного проекта внесла и политическая ситуация середины 1980-х гг.: руководитель КНДР Ким Ир Сен не оставлял надежды на проведение в Пхеньяне хотя бы части мероприятий XXIV Летних Олимпийских игр 1988 г., местом проведения которых был выбран Сеул. С этой целью в разных частях Пхеньяна было построено значительное число спортивных объектов и гостиниц, среди которых комплекс спортивных сооружений в Мангёндэ, стадион имени 1 Мая, начата гостиница Рюгён. Связать в короткие сроки все основные объекты метрополитеном уже не было возможности, поэтому было принято решение реализовать трамвайный проект и строить из Мангёндэ через центр города на левый берег первую трамвайную линию.
С некоторыми задержками в 1991 году трамвайный маршрут №1 открылся из Мангёндэ (Сансан) в Сонсин с двумя трамвайными депо. Линия имеет колею 1435 мм, (как и национальные сети железных дорог КНДР). В течение 1992-1994 гг. трамвайная сеть Пхеньяна достигла максимальной протяжённости, действовали 3 маршрута, два из которых связывали центр с левым берегом. В 1999 г. в восточной части города построена изолированная трамвайная линия колеи 1000 мм, по которой запущено движение туристического маршрута, подвозящего паломников к Кымсусанскому мавзолейному комплексу. 
В 2003 г. в Пхеньяне произошло первое закрытие трамвайной линии: после 12 лет эксплуатации прекращено движение через Тэдонганский мост. Этот мост расположен примерно посередине маршрута №1 Мангёндэ-Сонсин, в результате этого его эксплуатация маршрута №1 в прежнем виде стала невозможной. Было принято решение разорвать маршрут №1 на две части: на Правом берегу вагоны маршрута №1 из Мангёндэ стали следовать только до кольца на Привокзальной площади у Центрального вокзала, на Левом берегу образовался маршрут № к1 от района Сонгё до Сонсина. На центральном участке бывшего маршрута №1 (через Тэдонганский мост и ул. Ёнгван) движение прекратилось, хотя рельсы были разобраны только в середине 2010-х годов. С этого момента маршрут №1 утратил свои первоначальные функции как важной связи двух берегов. На Левом берегу маршрут №к1 стал подвозящим к мостам и оказался сильно удалён от центра города и крупнейших транспортных узлов. В результате по мере выработки ресурса его линия окончательно была закрыта и разобрана в 2014 г. Обслуживающее его трамвайное депо «Сонсин» было реконструировано в троллейбусное депо и ныне от маршрута №1 сохранилась только правобережная часть от Мангёндэ до Центрального вокзала. 
В сети используются такие трамваи, как Tatra T3SUCS, Tatra T6B5K, Tatra KT8D5K.

## Маршруты
| №                | Маршрут                                     | Примечание |
| ---------------- | ------------------------------------------- | --- |
| 1 (исторический) | Мангёндэ — Сонсин                           | Первый пусковой комплекс трамвая. Действовал в период 1991-2003 гг. вплоть до закрытия моста через реку Тэдонган в центральной части маршрута. Из-за этого в 2003 г. маршрут распался на две части: №1 (укороченный на правом берегу до Центрального вокзала) и к1 (на левом берегу) |
| 1                | Мангёндэ — Вокзал «Пхеньян-Главный»         | Действует с 2003 г. на Правом берегу до Центрального вокзала. |
| к1               | Сонгё — Сонсин                              | Образовался в 2003 г. из-за закрытия аварийного моста через Тэдонган как изолированная левобережная часть маршрута №1. Действовал в период 2003-2014 гг., в 2014 г. окончательно закрыт и заменён троллейбусной линией.                                                              |
| 2                | Мунсу — Тхосон                              | Действует на Левом берегу реки Тэдонган |
| 3                | Ракран — Вокзал «Пхеньян-Западный»          | Единственный трамвайный маршрут, связывающий право- и левобережную часть Пхеньяна |
| 4                | метро «Самхын» — Кымсусанский дворец Солнца | Действует с 1999 г. из-за закрытия станции метро «Кванмён». Туристический маршрут только для подвоза посетителей Кымсусанского мавзолейного комплекса |

Проезд составляет 5 вон.

## Кымсусанская линия
В Пхеньяне с 1999 г. действует изолированная от остальной сети трамвайная линия маршрута №4 Линия от Кымсусанского мавзолея до станции метро «Самхын». Эта линия также отличается шириной колеи (1000 мм). Проезд бесплатный. На линии эксплуатируются вагоны, произведённые и импортированные из Швейцарии.